# 倶楽部Time Walker
『倶楽部Time Walker』（くらぶタイムウォーカー）は、1999年4月から2004年3月まで青森放送ラジオで放送されていた音楽番組である。1999年4月から2000年3月までは『クラブタイムウォーカー』、2000年4月から2001年3月までは『CLUB Time Walker』と題して放送されていた。

## 概要
懐かしの音楽専門のリクエスト番組。回によっては刑事ドラマ特集など、何らかのテーマに基づいた特集をすることがあった。パーソナリティは、当時青森放送のアナウンサーだった辻拓哉が務めていた。

## 放送時間
いずれも日本標準時。

### クラブタイムウォーカー
- 日曜 12:20 - 13:00 （1999年4月 - 2000年3月） - 毎月最終週のみ12:30から『サンデーフォーラム』放送のため、12:20 - 12:30の短縮版で放送[1]。

### CLUB Time Walker
- 月曜 1:00 - 1:30 （日曜深夜、2000年4月 - 2001年3月）

### 倶楽部Time Walker
- 土曜 3:00 - 4:00 （金曜深夜『RAB MIDNIGHT TRAIN』枠、2001年4月 - 2002年3月） - これ以後も、2003年3月までこの時間帯で番組の再放送が行われていた。
- 土曜 16:00 - 17:00 （2002年4月 - 2004年3月） - 青森・野辺地エリアのみで放送[2]。